# Kerak de Moab
Le Kerak de Moab ou krak des Moabites est un château fort datant du XIIe siècle, à l'époque des croisades. Il est situé à Kerak, l'actuelle ville d'Al-Karak en Jordanie.

## Histoire

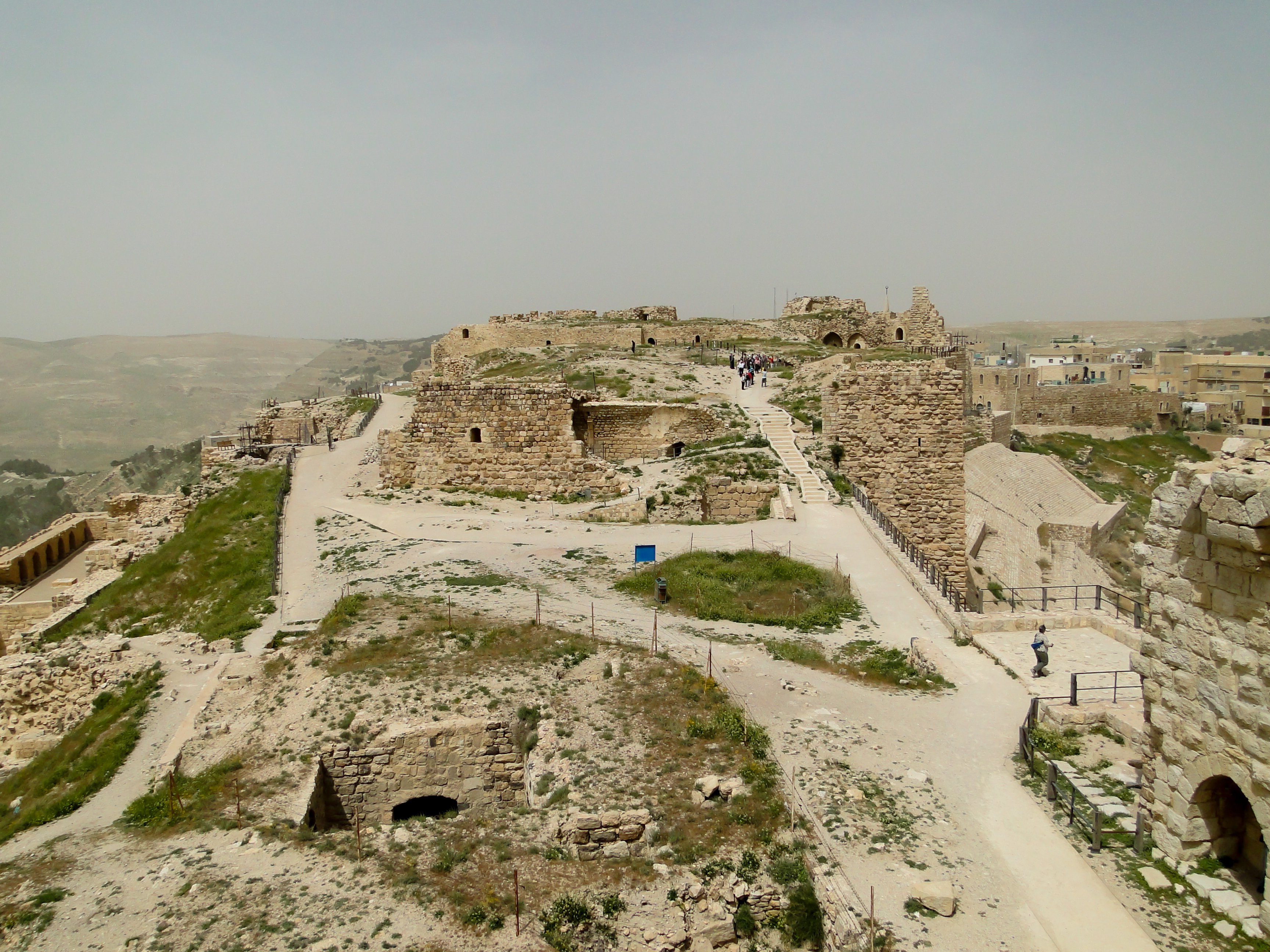
La cour supérieure du château.

La construction de cette imposante forteresse croisée commence autour de 1140, sous la direction de Payen le Bouteiller, le majordome de Foulques V d'Anjou. Les Croisés l'ont appelé le krak des Moabites ou Kerak de Moab, comme cela est indiqué dans les livres d'histoire (voir krak des Chevaliers, autre forteresse avec laquelle il est souvent confondu). Le château fort se situe au sud d'un plateau rocheux. C'est un bel exemple d'architecture des Croisés, un mélange de style européen, byzantin et arabe.
Payen était à la tête de la seigneurie d'Outre-Jourdain en Transjordanie, et Kerak était devenu son fief, en remplacement de celui de Montréal, moins bien protégé et plus au sud.
Le krak de Moab est connu pour avoir abrité Renaud de Châtillon. Ce krak est le plus proche de Jérusalem des trois châteaux connus (krak des Chevaliers, krak de Moab, krak de Montréal). Il est construit sur une montagne rocheuse et comporte des douves allant jusqu’à 20 m de haut. Comme chaque krak, il était conçu pour résister à de longs sièges, autant par ses approvisionnements que par ses défenses. Il est encore debout.
C'est de là que Renaud de Châtillon organisa des attaques de caravanes sarrasines escortées de marchands se déplaçant du Caire à Damas et de pèlerins allant à La Mecque. Il fit emprisonner des marchands dans Kerak, ce qui déclencha le siège du krak par Saladin en 1183.
Assiégé, Renaud fit allumer un grand brasier en haut du donjon de la citadelle, celui-ci visible de plusieurs kilomètres, permit d'alerter l’ost royal de Jérusalem, alors encore commandé par le roi lépreux Baudouin IV. Baudouin vint au secours de Kerak et Saladin décida de lever le siège. 
Mais ce siège eut pour effet de rompre la trêve qui existait alors entre Saladin et Raymond III de Tripoli et cela déclencha la bataille de Hattin, où les croisés furent battus, permettant la prise de Jérusalem par Saladin, dernier échec qui engendra en partie la 3e croisade.
Après la bataille de Hattin en 1187, Saladin fait à nouveau le siège de Kerak et finit par le prendre en 1189. La légende raconte qu'au cours du siège les assiégés durent vendre femmes et enfants pour acheter de la nourriture.[réf. nécessaire]
En 1263, le mamelouk Baybars agrandit le krak et construit une tour au coin nord-ouest du château.
En 1840, Ibrahim Pacha prend possession de la place et détruit la quasi-totalité de ses fortifications.

## Postérité
Le musée archéologique de Karak est situé dans la cour basse du château. Il a été entièrement rénové et a rouvert ses portes en 2004. Il présente l'histoire locale et l'archéologie de la région depuis la période préhistorique jusqu'à l'ère islamique. Il se concentre particulièrement sur l'histoire des croisés au sein de leur forteresse d'Al-Karak.